# Lysobacter
Lysobacter is een geslacht van gram-negatieve bacteriën. Het behoort tot de familie Xanthomonadaceae in de stam van de Proteobacteriën. Een aantal Lysobacter-soorten zou voor biologische bestrijding van plantenziekten gebruikt kunnen worden.

## Soorten
Het geslacht kent 24 beschreven soorten:
- Lysobacter antibioticus
- Lysobacter arseniciresistens
- Lysobacter brunescens
- Lysobacter burgurensis
- Lysobacter capsici
- Lysobacter concretionis
- Lysobacter daejeonensis
- Lysobacter defluvii
- Lysobacter dokdonensis
- Lysobacter enzymogenes
- Lysobacter ginsengisoli
- Lysobacter gummosus
- Lysobacter koreensis
- Lysobacter korlensis
- Lysobacter niabensis
- Lysobacter niastensis
- Lysobacter oryzae
- Lysobacter panaciterrae
- Lysobacter ruishenii
- Lysobacter soli
- Lysobacter spongiicola
- Lysobacter ximonensis
- Lysobacter xinjiangensis
- Lysobacter yangpyeongensis